# Román Orús
Román Óscar Orús Lacort (Barcelona, 4 de enero de 1979) es un físico teórico y emprendedor español, residente en San Sebastián (Guipúzcoa), España. Es Profesor de Investigación Ikerbasque en el Donostia International Physics Center (DIPC), así como Cofundador y Director Científico de Multiverse Computing.

## Carrera académica
Román Orús estudió física en la Universidad de Barcelona y se doctoró en esta universidad en 2006 bajo la dirección de José Ignacio Latorre, obteniendo los premios extraordinarios tanto de licenciatura como de doctorado. Posteriormente trabajó como investigador en la Universidad de Queensland (Brisbane, Australia) con Guifré Vidal, y en el Instituto Max Planck de Óptica Cuántica (Garching, Alemania) con Ignacio Cirac. Es nombrado Profesor Júnior de Física de la Materia Condensada en la Universidad Johannes Gutenberg (Maguncia, Alemania) en 2013, y Profesor de Investigación Ikerbasque en el DIPC (San Sebastián, España) en 2017, a la edad de 38 años. También fue profesor visitante en el CNRS (Toulouse, Francia) y DIPC.

## Trabajo científico
Orús es autor de numerosos trabajos científicos en tecnologías cuánticas, incluyendo contribuciones fundacionales a los sistemas cuánticos complejos, la computación cuántica aplicada y la inteligencia artificial cuántica. La tesis doctoral de Orús fue la primera en España sobre algoritmos cuánticos, conectándolos con las transiciones de fase cuánticas. Durante su estancia en Australia, fue pionero junto con G. Vidal, I. Cirac, F. Verstraete y J. Jordan en el uso de redes tensoriales para estudiar sistemas cuánticos bidimensionales en el límite termodinámico, proponiendo también con G. Vidal un algoritmo direccional usando matrices de transferencia de esquina.
En 2013, escribió en solitario un artículo de introducción y perspectiva sobre redes tensoriales que se convirtió en una de las referencias más citadas y conocidas en el campo, escribiendo con posterioridad otros artículos en la misma línea. Orús también obtuvo resultados importantes sobre el entrelazamiento cuántico de muchos cuerpos, incluido el descubrimiento con T.-Chieh Wei, O. Buerschaper y M. van den Nest de la corrección topológica en el entrelazamiento geométrico de sistemas con orden topológico.
En 2018, escribió un artículo con S. Mugel y E. Lizaso sobre las aplicaciones prácticas de la computación cuántica en las finanzas que tuvo un profundo impacto en la industria financiera, y que condujo a la creación de Multiverse Computing. Orús tiene también contribuciones importantes en la intersección de la física y la lingüística, como la conexión entre lenguaje y renormalización, y la introducción de modelos matriciales y espacios vectoriales para describir la sintaxis. También ha propuesto el uso de redes tensoriales para la implementación eficiente de modelos de inteligencia artificial, incluyendo la compresión de los modelos de lenguaje grandes (LLM)tipo ChatGPT, así como algoritmos cuánticos variacionales para desencriptar los cifrados de clave simétrica como Blowfish y AES.

## Premios
Orús ha recibido diversos premios por su trabajo científico, incluyendo una Mención Honorable en el Premio Václav Votruba (2008), una Beca Internacional de Retorno Marie Curie (2009), el Premio Carrera Temprana de la Sociedad Europea de Física (2014) que recibió junto con Ian Chapman, y el premio de Física, Innovación y Tecnología de la Real Sociedad Española de Física-Fundación BBVA (2024).

## Carrera empresarial
Junto a Enrique Lizaso, Samuel Mugel y Alfonso Rubio, Orús cofundó en 2019 Multiverse Computing, empresa enfocada en las aplicaciones industriales de los primeros prototipos de computadoras cuánticas. El proyecto se originó a partir de un grupo de trabajo de la Quantum World Association. Multiverse Computing se constituye como empresa en marzo de 2019 en San Sebastián (España), contando desde el principio con el apoyo de las autoridades locales así como de DIPC y BIC-Gipuzkoa. En 2020, la empresa se graduó por el programa cuántico del Creative Destruction Lab (CDL) en Toronto, y rápidamente se convirtió en una de las mayores empresas de software de computación cuántica e inteligencia artificial del mundo, habiendo cerrado diversas rondas de financiación, incluyendo la serie B de $215M cerrada en junio de 2025. Multiverse ha recibido varios premios, entre ellos el “Premio Manuel Laborde Werlinden” (2019), “Premio Toribio Echevarria” (2019), “Premio ADEGI Nueva Empresa de Gipuzkoa” (2022), y también fue finalista del “Premio Emprendedor XXI” (2020). La compañía también ha recibido el “Future Unicorn Award” (2024) de Digital Europe, ha sido seleccionada por Indra para contribuir al proyecto del futuro sistema aéreo de combate (FCAS), ha recibido el "Accésit Nacional de Pyme del Año en Innovación y Digitalización" (2024), y ha sido reconocida por CB Insights como una de las empresas más prometedoras del mundo en inteligencia artificial. También ha sido declarada como una de las 100 start ups que más crecen en el sur de Europea en 2025 por Sifted Multiverse figura también entre las entidades españolas que más patentes europeas solicitan, siendo la quinta en 2022y la tercera en 2023tan sólo por detrás del Consejo Superior de Investigaciones Científicas (CSIC) y del grupo Amadeus. Los desarrollos científicos de Orús son la base de la tecnología de compresión de inteligencia artificial desarrollada por Multiverse y validada por gigantes tecnológicos como AWS

## Otras actividades
Orús es miembro de la junta directiva de Innobasque, miembro de la junta directiva de la revista Quantum, editor de la revista Symmetry, miembro de la comisión Quantum for Quants de la Quantum World Association, socio de Entanglement Partners, miembro del Comité Científico del Centro de Ciencias de Benasque Pedro Pasqual (CCBPP) y expresidente del Grupo Especializado en Información Cuántica de la Real Sociedad Española de Física. También ha coorganizado numerosas conferencias internacionales en tecnologías cuánticas y temas afines, es revisor y asesor de diversas revistas científicas e instituciones, y participa regularmente en actividades de divulgación científica.